# نادي الوحدة (ليبيا)
نادي الوحدة الرياضي الثقافي الاجتماعي هو أحد أندية الرياضية الليبية 
نادي الوحدة تأسس في يوم 4 فبراير 1954 باسم نادي ميزران الرياضي الثقافي الاجتماعي ثم أصبح اسمه اعتبارا من يوم 12 يوليو 1963 نادي الوحدة الرياضي الثقافي الاجتماعي وبعد عملية دمجه مع نادي النجوم أصبح اسمه نادي نجوم الوحدة الرياضي الثقافي الاجتماعي اعتبارا من يوم 31 - 5 - 1969 اما في يوم 29 - 8 - 1973 فقد تقرر ان يكون اسمه نادي الوحدة الرياضي الثقافي الاجتماعي وإلى يومنا هذا.